# Canton d'Arles-Ouest
Le canton d'Arles-Ouest est une ancienne division administrative française située dans le département des Bouches-du-Rhône, dans l'arrondissement d'Arles.
Il est supprimé lors du redécoupage cantonal de 2014.

## Composition
Le canton d'Arles-Ouest se composait d’une fraction de la commune d'Arles. Il comptait 24 457 habitants (population municipale) au 1er janvier 2012.
| Nom               | Code Insee | Intercommunalité                   | Population (dernière pop. légale)               |
| ----------------- | ---------- | ---------------------------------- | ----------------------------------------------- |
| Arles (chef-lieu) | 13004      | CA Arles-Crau-Camargue-Montagnette | Fraction : 24 457(2012) Commune : 52 857 (2016) |

Il comprenait les quartiers d'Arles suivants :
- Centre historique (partie Ouest)
- Barriol
- Fourchon
- Trinquetaille
- Gimeaux
- Saliers
- Le Sambuc
- Albaron
- Gageron
- Villeneuve
- Le Paty-de-la-Trinité
- Salin-de-Giraud
- Beauduc

## Représentation

### Conseillers généraux de 1833 à 2015
| Période | Période          | Identité                             | Étiquette                     | Qualité |
| ------- | ---------------- | ------------------------------------ | ----------------------------- | --- |
| 1833    | 1842             | Jean Boulouvard (1771-1843)          |                               | Maire d'Arles (1830, 1845-1843)                                                                                |
| 1842    | 1845             | Marquis Eugène de Grille d'Estoublon | Majorité gouvernementale      | Député (1839-1848)                                                                                             |
| 1845    | 1848             | Honoré Clair (1796-1882)             |                               | Ancien conseiller de préfecture, avocat à Arles                                                                |
| 1848    | 1852             | Émile Martin                         | Républicain                   | Avocat à Arles                                                                                                 |
| 1852    | 1870             | Jean-Baptiste Jouve                  |                               | Colonel de cavalerie (7e Lanciers) à la retraite Conseiller à la Cour d'Aix                                    |
| 1870    | 1898             | Jacques Martin                       | Républicain démocrate radical | Maire d'Arles (1894-1900)                                                                                      |
| 1898    | 1910 (décès)     | Antoine Maurel                       | Rad.                          | Pharmacien à Arles                                                                                             |
| 1910    | 1934             | Joseph Fulcran Morizot               | Rad.                          | Médecin Maire d'Arles (1919-1932)                                                                              |
| 1934    | 1940             | Joseph Imbert                        | SFIO                          | Médecin Maire d'Arles (1936-1940)                                                                              |
|         |                  |                                      |                               | |
| 1943    | 1945             | Fernand Renault                      |                               | Maire de Port-Saint-Louis-du-Rhône Nommé conseiller départemental en 1943                                      |
|         |                  |                                      |                               | |
| 1945    | 1949             | Marcel Gontier                       | PCF                           | Employé aux Salins de Giraud puis ferblantier Conseiller municipal d'Arles, ancien conseiller d'arrondissement |
| 1949    | 1973             | Charles Privat                       | SFIO puis PS                  | Directeur d'école Député (1958-1973) Maire d'Arles (1947-1971)                                                 |
| 1973    | 1992             | Jacques Perrot                       | PCF                           | Intendant Maire d'Arles (1971-1983)                                                                            |
| 1992    | 1997 (démission) | Michel Vauzelle                      | PS                            | Ancien Préfet Maire d'Arles (1995-1998) Député (1986-1992 et 1997-2002) Ministre (1992-1993)                   |
| 1997    | 2015             | Hervé Schiavetti                     | PCF                           | Attaché territorial Maire d'Arles (2001-2020) Vice-Président du Conseil Général                                |

### Conseillers d'arrondissement (de 1833 à 1940)
| Période                                  | Période          | Identité                                    | Étiquette           | Qualité |
| ---------------------------------------- | ---------------- | ------------------------------------------- | ------------------- | --- |
| 1833                                     | 1839             | M. Martin ainé                              |                     | Propriétaire à Arles                                                                                        |
| 1839                                     | 1848             | Casimir de Perrin de Jonquières (1802-1871) |                     | Propriétaire, administrateur de l'hospice, maire d'Arles (1843-1844)                                        |
|                                          |                  |                                             |                     | |
| 1852                                     | 1855             | Baron Jules Meiffren-Laugier de Chartrouse  | Bonapartiste        | Propriétaire à Arles, député (1855-1870), maire d'Arles (1855-1865)                                         |
|                                          |                  |                                             |                     | |
| 1871                                     | 1889             | Amédée Gay (1833-1902)                      | Républicain         | Médecin, maire d'Arles (1880 et 1884-1888), Président du Conseil d'arrondissement                           |
| 1889                                     | 1901             | Michel Arnaud                               | Républicain         | Ingénieur directeur des Salins de Giraud à Arles                                                            |
| 1901                                     | 1905 (démission) | André Serre                                 | Socialiste          | Ouvrier plâtrier                                                                                            |
| 1905                                     | 1913             | Nicolas Crouanson                           | Radical             | Négociant                                                                                                   |
| 1913                                     | 1925             | Jean Rey                                    | Fédération radicale | Président du Conseil d'arrondissement                                                                       |
| 1925                                     | 1928             | François Gras                               | SFIO                | Secrétaire général des Amis de l'école laïque                                                               |
| 1928                                     | 1931 (décès)     | Jean Rouget                                 | Radical             | Directeur de l'agence de la Compagnie générale de navigation, maire de Port-Saint-Louis-du-Rhône            |
| 1931                                     | 1937             | François Gras                               | SFIO                | Secrétaire général des Amis de l'école laïque                                                               |
| 1937                                     | 1940             | Marcel Gontier                              | PC-SFIC             | Ferblantier à Arles Déchu de son mandat par le Gouvernement de Vichy le 25 janvier 1940                     |
| 1940                                     |                  |                                             |                     | Les conseils d'arrondissement ont été suspendus par la loi du 12 octobre 1940 et n'ont jamais été réactivés |
| Les données manquantes sont à compléter. |                  |                                             |                     | |

## Démographie
| 1962 | 1968 | 1975 | 1982 | 1990   | 1999   | 2006   | 2011   | 2012   |
| ---- | ---- | ---- | ---- | ------ | ------ | ------ | ------ | ------ |
| -    | -    | -    | -    | 25 154 | 24 425 | 25 499 | 24 905 | 24 457 |